# International Journal of Environmental Analytical Chemistry
Il International Journal of Environmental Analytical Chemistry (abbreviato come Intern. J. Environ. Anal. Chem.) è una rivista scientifica di chimica peer-reviewed in lingua inglese, pubblicata dal 1971, di proprietà della International Association of Environmental Analytical Chemistry (IAEAC).
La periodicità è variabile, originariamente (e sporadicamente) biennale, attualmente è annuale, in alcuni anni sono usciti più numeri. Si occupa di temi di chimica analitica in campo ambientale.
La rivista è pubblicata dalla Taylor & Francis.